# Concepción de Busuanga
Concepción  es un barrio rural  del municipio filipino de tercera categoría de Busuanga perteneciente a la provincia  de Paragua en Mimaro,  Región IV-B.

## Geografía
Este barrio  se encuentra en  la Isla Busuanga la más grande del Grupo Calamian situado a medio camino entre las islas de Mindoro (San José) y de Paragua (Puerto Princesa), con el Mar de la China Meridional a poniente y el mar de Joló a levante. Al sur de la isla están las otras dos islas principales del Grupo Calamian: Culión y  Corón.
Su término linda al norte con el barrio de   Bogtong (Bugtong); al sur con el barrio de Santo Niño; al este con el barrio de  Cheey;  y al oeste con la bahía de Gutob en el Mar de la China Meridional. Forman parte de este barrio las siguientes islas e islotes: Cay del Norte, Cay del Sur, Maltatayoc, Dasilingán, Horse, Malcatep, Malcatep Oriental, Dicoyán y Calumbuyán.

### Demografía
El barrio  de Concepción  contaba  en mayo de 2010 con una población de 1.761 habitantes.

## Historia
El 17 de junio de 1950, este barrio de Concepción, que hasta  ahora formaba parte del municipio de Corón pasan a constituir un nuevo municipio que será conocido con el nombre de Busuanga. Su ayuntamiento se situará en el barrio de  Nueva Busuanga.